# Yair House

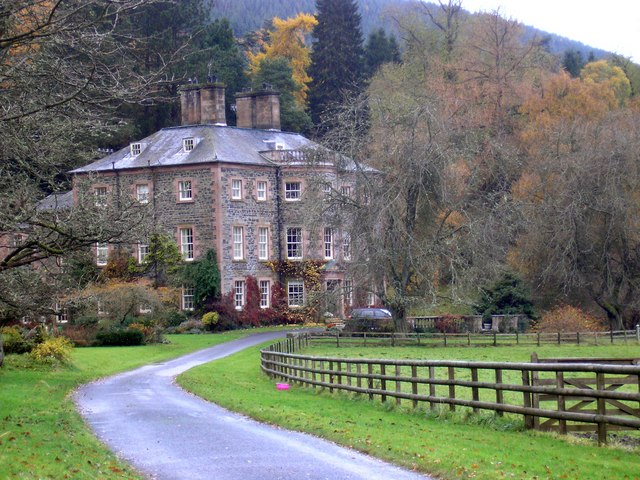
Yair House

Yair House ist eine Villa nahe der schottischen Ortschaft Selkirk in der Council Area Scottish Borders. 1971 wurde das Bauwerk in die schottischen Denkmallisten in der höchsten Denkmalkategorie A aufgenommen. Es wurde 1788 für Alexander Pringle of Whytbank erbaut.

## Beschreibung
Yair House liegt isoliert am rechten Tweed-Ufer rund vier Kilometer nordwestlich von Selkirk. Die Villa ist im georgianischen Stil ausgestaltet. Das längliche Hauptgebäude ist dreistöckig, während ein von der rückwärtigen Westseite abgehender Flügel zunächst zweistöckig war, dann jedoch auf Höhe des Hauptgebäudes aufgestockt wurde. An der Westseite wurden in modernen Zeiten Gebäudeteile hinzugefügt. Das Mauerwerk von Yair House besteht aus grob behauenem Bruchstein mit roten Natursteindetails. Mittig tritt die ostexponierte Frontseite rund heraus. Auf Traufhöhe schließt der Bauteil mit einer Balustrade.